# Bell YFM-1 Airacuda
Le Bell YFM-1 Airacuda était un chasseur lourd américain du milieu des années 1930 développé par la firme Bell Aircraft Corporation. Ce fut le premier avion militaire produit par Bell. D'abord connu sous la désignation Bell Model 1, l'Airacuda effectua son premier vol le 1er septembre 1937. L'Airacuda se distinguait par des avancées inédites dans sa conception mais aussi des faiblesses importantes qui finirent par entraîner son abandon.
L'Airacuda fut la réponse de Bell à une demande d'intercepteur contre des bombardiers. Bien qu'opéré par un escadron, seuls un prototype et 12 exemplaires de production furent construits en tout, dans trois versions légèrement différentes.